# Die Rettungsflieger
Die Rettungsflieger is een Duitse televisieserie geproduceerd door Studio Hamburg en uitgezonden van 15 februari 1997 tot 11 juli 2007 op ZDF. 
De militaire reddingshelikoptereenheid bestaat uit alle jongeren die gevaar en bijzondere taken als levensdoel hebben gekozen. Daarom moeten ze tijdens het werk rustig en snel beslissingen nemen, omdat ze levens moeten redden. 